# زاك راندولف
زاك راندولف (بالإنجليزية: Zach Randolph)‏ مواليد 16 يوليو 1981، هو لاعب كرة سلة أمريكي يلعب مع فريق ميمفيس غريزليس في الرابطة الوطنية لكرة السلة ويحمل الرقم 50. يبلغ طوله 6 قدم 9 بوصة (2.1 م).

## فرق لعب لها
- بورتلاند ترايل بلايزرز
- نيويورك نيكس
- لوس أنجلوس كليبرز
- ميمفيس غريزليس

## روابط خارجية
- زاك راندولف على موقع إن بي أي (الإنجليزية)
- زاك راندولف على موقع سبورتس رفرنس (الإنجليزية)
- زاك راندولف على موقع كرة السلة الأوروبية.كوم (الإنجليزية)
- زاك راندولف على موقع إي إس بي إن.كوم (الإنجليزية)
- زاك راندولف على موقع كلية كرة السلة في سبورتس رفرنس.كوم (الإنجليزية)
- زاك راندولف على موقع ريلجم (الإنجليزية)
- زاك راندولف على موقع بروبوليرز (الإنجليزية)